# Saint-Dier-d'Auvergne
Saint-Dier-d'Auvergne är en kommun i departementet Puy-de-Dôme i regionen Auvergne-Rhône-Alpes i centrala Frankrike. Kommunen ligger i kantonen Saint-Dier-d'Auvergne som tillhör arrondissementet Clermont-Ferrand. År 2022 hade Saint-Dier-d'Auvergne 549 invånare.

## Befolkningsutveckling
Antalet invånare i kommunen Saint-Dier-d'Auvergne
| Referens: INSEE |